# Justin Timberlake/Auszeichnungen für Musikverkäufe

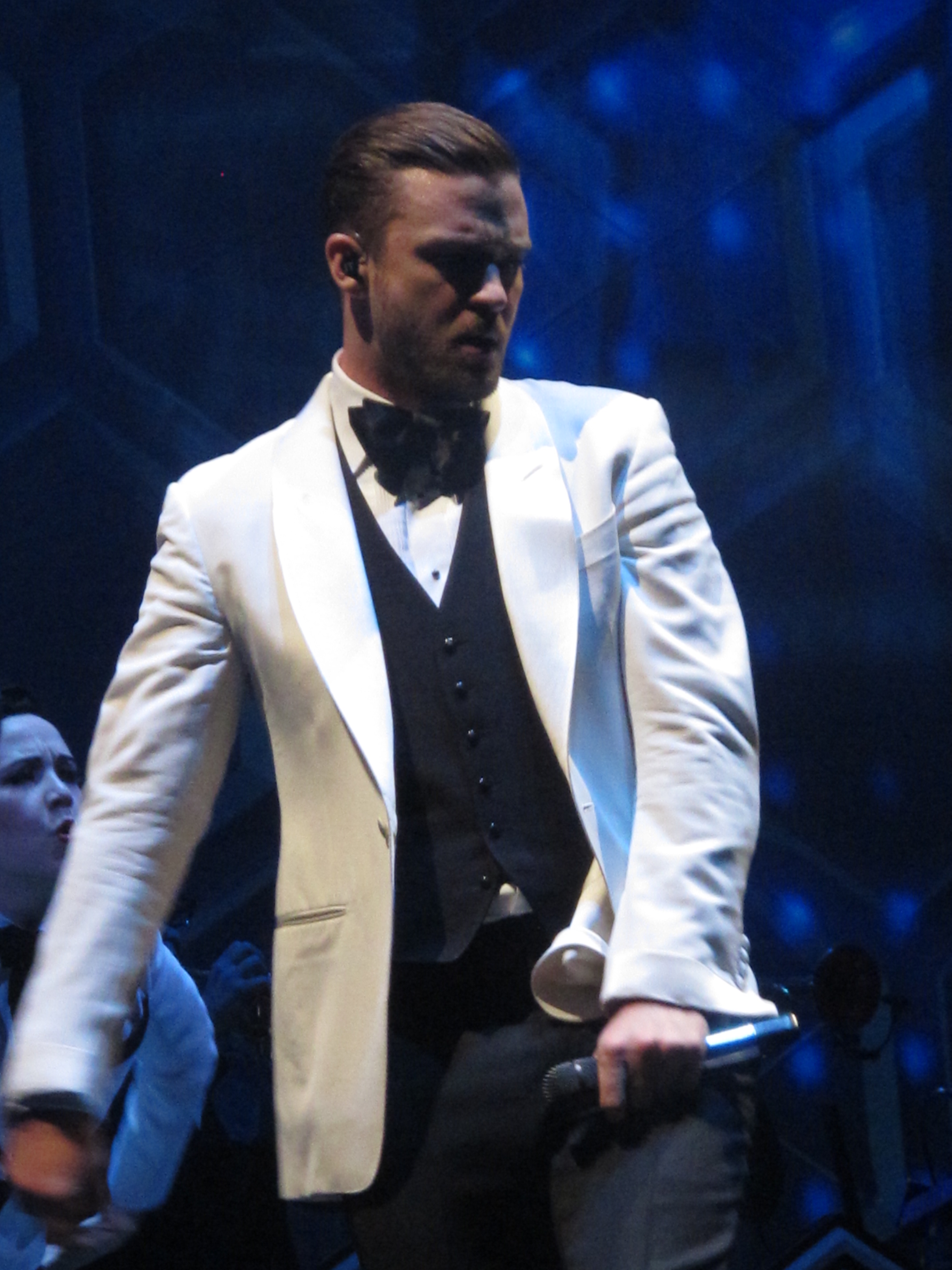
Justin Timberlake (2014)

Dies ist eine Übersicht über die Auszeichnungen für Musikverkäufe des US-amerikanischen R&B-Sänger Justin Timberlake. Die Auszeichnungen finden sich nach ihrer Art (Gold, Platin usw.), nach Staaten getrennt in chronologischer Reihenfolge, geordnet sowie nach den Tonträgern selbst, ebenfalls in chronologischer Reihenfolge, getrennt nach Medium (Alben, Singles usw.), wieder.

## Auszeichnungen
| - Frankreich - 2003: für die Single Cry Me a River - Vereinigtes Königreich - 2018: für das Album The 20/20 Experience – The Complete Experience - 2018: für die Single Not a Bad Thing - 2018: für das Album Man of the Woods - 2020: für die Single LoveStoned - 2022: für die Single The Other Side - 2023: für die Single Stay with Me - 2024: für die Single Filthy - 2025: für das Lied Hair Up - 2025: für die Single Selfish - Argentinien - 2006: für das Album FutureSex/LoveSounds - Australien - 2003: für die Single Work It - 2005: für die Single Signs - 2017: für das Album The 20/20 Experience: The Complete Experience - 2018: für die Single Filthy - 2023: für die Single Stay with Me - Belgien - 2003: für die Single Where Is the Love? - 2003: für das Album Justified - 2007: für die Single Give It to Me - 2008: für die Single 4 Minutes - 2015: für die Single Love Never Felt So Good - 2018: für die Single Say Something - Brasilien - 2008: für das Videoalbum FutureSex/LoveShow Live from Madison Square Garden - 2023: für die Single Stay with Me - 2023: für die Single Filthy - 2023: für die Single Not a Bad Thing - 2023: für die Single Rock Your Body - 2023: für die Single Take Back the Night - 2025: für die Single Selfish - Dänemark - 2007: für die Single Signs - 2007: für die Single LoveStoned - 2007: für die Single Ayo Technology - 2009: für die Single Rehab - 2013: für die Single Mirrors - 2013: für das Streaming What Goes Around … Comes Around - 2013: für das Streaming Motherlover - 2013: für die Single Holy Grail - 2014: für das Streaming Cry Me a River - 2014: für das Streaming Not a Bad Thing - 2014: für das Streaming Love Never Felt So Good - 2018: für die Single Señorita - Deutschland - 2013: für das Album The 20/20 Experience - 2017: für die Single My Love - 2017: für die Single Cry Me a River - 2018: für die Single Holy Grail - 2018: für die Single Say Something - 2018: für die Single Ayo Technology - 2023: für die Single Signs - 2025: für die Single Rock Your Body - Finnland - 2007: für das Album FutureSex/LoveSounds - Frankreich - 2003: für das Album Justified - Irland - 2013: für das Album The 20/20 Experience - Italien - 2014: für die Single Suit & Tie - 2018: für die Single Cry Me a River - 2019: für die Single What Goes Around … Comes Around - 2023: für die Single 4 Minutes - 2024: für die Single Rock Your Body - Japan - 2006: für das Album FutureSex/LoveSounds - 2015: für die Single 4 Minutes (Digital) - Kanada - 2007: für den Ringtone Summer Love - 2007: für den Ringtone What Goes Around … Comes Around - 2007: für die Single Summer Love - 2014: für die Single Take Back the Night - 2014: für die Single TKO - 2018: für das Album Man of the Woods - Mexiko - 2019: für das Album The 20/20 Experience - Neuseeland - 2003: für die Single Work It - 2005: für die Single Signs - 2007: für die Single Give It to Me - 2008: für die Single Ayo Technology - 2008: für die Single Rehab - 2009: für die Single Love Sex Magic - 2010: für die Single Carry Out - 2015: für die Single Like I Love You - 2019: für das Album Man of the Woods - 2022: für den Mastertone Until the End of Time - Niederlande - 2014: für das Album The 20/20 Experience - Norwegen - 2007: für die Single Give It to Me - 2014: für das Album The 20/20 Experience - Österreich - 2003: für das Album Justified - 2007: für das Album FutureSex/LoveSounds - 2013: für die Single Mirrors - Polen - 2008: für das Videoalbum FutureSex/LoveShow Live from Madison Square Garden - 2020: für die Single Filthy - 2024: für die Single Selfish - Portugal - 2007: für das Album FutureSex/LoveSounds - 2013: für das Album The 20/20 Experience – 2 of 2 - Schweden - 2004: für das Album Justified - 2008: für die Single 4 Minutes - 2013: für das Album The 20/20 Experience - 2014: für die Single Take Back the Night - 2014: für die Single TKO - Schweiz - 2013: für das Album The 20/20 Experience - Spanien - 2024: für die Single Love Never Felt So Good - 2024: für die Single SexyBack - 2024: für die Single Cry Me a River - 2025: für die Single Sin fin - Südafrika - 2016: für die Single Can’t Stop the Feeling! - 2024: für die Single Selfish - Ungarn - 2007: für das Album FutureSex/LoveSounds - Vereinigte Staaten - 2003: für das Videoalbum Justified: The Videos - 2004: für das Videoalbum Live from London - 2005: für die Single Rock Your Body - 2005: für die Single Signs - 2007: für den Mastertone What Goes Around … Comes Around - 2007: für die Single LoveStoned - 2008: für den Mastertone Until the End of Time - 2009: für den Mastertone Medley: Summer Love/Sez The Mood (Prelude) - 2009: für den Mastertone Dead and Gone - Vereinigtes Königreich - 2013: für das Videoalbum Live from London - 2013: für das Videoalbum FutureSex/LoveShow Live from Madison Square Garden - 2018: für die Single Love Sex Magic - 2021: für das Album The 20/20 Experience – 2 of 2 - 2021: für die Single Carry Out - 2024: für die Single Señorita - 2024: für das Lied True Colors | - Mexiko - 2008: für den Ringtone 4 Minutes - Australien - 2002: für die Single Like I Love You - 2003: für das Videoalbum Justified: The Videos - 2007: für das Videoalbum Live from London - 2008: für die Single 4 Minutes - 2009: für die Single Dead and Gone - 2009: für die Single Love Sex Magic - 2013: für die Single Suit & Tie - 2014: für die Single Not a Bad Thing - 2017: für die Single LoveStoned - 2017: für die Single Señorita - 2017: für das Album The 20/20 Experience - Brasilien - 2008: für die Single 4 Minutes - 2023: für das Album FutureSex/LoveSounds - 2023: für das Album Man of the Woods - 2023: für die Single The Other Side - 2023: für das Lied True Colors - 2023: für die Single Cry Me a River - 2023: für die Single TKO - 2023: für die Single My Love - 2024: für die Single Where Is the Love? - 2024: für die Single Give It to Me - Dänemark - 2007: für die Single My Love - 2007: für die Single SexyBack - 2007: für die Single Give It to Me - 2008: für die Single What Goes Around … Comes Around - 2013: für das Streaming Suit & Tie - 2013: für das Streaming Holy Grail - 2019: für die Single Say Something - 2020: für das Album The 20/20 Experience - 2021: für die Single Cry Me a River - 2021: für die Single Love Never Felt So Good - 2022: für das Album Man of the Woods - 2022: für die Single Rock Your Body - Deutschland - 2003: für das Album Justified - 2008: für die Single 4 Minutes - 2013: für die Single Mirrors - 2017: für die Single SexyBack - 2023: für die Single What Goes Around … Comes Around - 2023: für die Single Rehab - 2023: für die Single Love Never Felt So Good - Europa - 2003: für das Album Justified - 2006: für das Album FutureSex/LoveSounds - Finnland - 2008: für die Single 4 Minutes - Frankreich - 2007: für das Album FutureSex/LoveSounds - 2008: für das Videoalbum FutureSex/LoveShow - Live from Madison Square Garden - 2025: für die Single Say Something - Italien - 2014: für die Single Love Never Felt So Good - 2019: für die Single Say Something - 2024: für die Single SexyBack - Kanada - 2007: für die Single What Goes Around … Comes Around - 2014: für das Album The 20/20 Experience – 2 of 2 - 2017: für die Single Carry Out - 2018: für die Single Filthy - 2024: für die Single Selfish - Mexiko - 2014: für die Single Mirrors - 2015: für die Single Suit & Tie - Neuseeland - 2003: für das Album Justified - 2007: für die Single SexyBack - 2009: für die Single Dead and Gone - 2011: für die Single What Goes Around … Comes Around - 2015: für die Single Suit & Tie - 2015: für die Single Holy Grail - 2015: für die Single Not a Bad Thing - 2018: für das Album The 20/20 Experience - 2020: für die Single Love Never Felt So Good - 2021: für die Single Señorita - 2023: für die Single 4 Minutes - 2023: für die Single Summer Love - 2023: für das Lied True Colors - Norwegen - 2003: für die Single Where Is the Love? - Österreich - 2017: für die Single Can’t Stop the Feeling! - Polen - 2023: für das Album Man of the Woods - Portugal - 2019: für die Single Can’t Stop the Feeling! - 2020: für die Single Mirrors - Schweden - 2004: für die Single Where Is the Love? - Schweiz - 2003: für das Album Justified - 2009: für die Single Give It to Me - 2013: für die Single Mirrors - 2018: für die Single Say Something - Spanien - 2024: für die Single Mirrors - 2024: für die Single Where Is the Love? - Vereinigte Staaten - 2006: für den Mastertone My Love - 2007: für die Single My Love - 2007: für die Single What Goes Around … Comes Around - 2008: für die Single Summer Love - 2014: für das Album The 20/20 Experience – 2 of 2 - 2014: für die Single Not a Bad Thing - 2014: für die Single Love Never Felt So Good - 2019: für die Single Love Sex Magic - 2021: für das Album Man of the Woods - 2021: für die Single Filthy - 2025: für die Single The Other Side - Vereinigtes Königreich - 2013: für das Album The 20/20 Experience - 2018: für die Single 4 Minutes - 2019: für die Single Say Something - 2020: für die Single Love Never Felt So Good - 2021: für die Single What Goes Around … Comes Around - 2021: für die Single Ayo Technology - 2023: für die Single My Love - 2023: für die Single Give It to Me - 2023: für die Single Holy Grail - 2023: für die Single Dead and Gone - 2024: für die Single Signs - 2025: für die Single Rehab - 2025: für die Single Like I Love You - Deutschland - 2023: für die Single Give It to Me - Mexiko - 2015: für die Single Love Never Felt So Good | - Australien - 2007: für die Single What Goes Around … Comes Around - 2008: für die Single My Love - 2017: für die Single Cry Me a River - 2017: für die Single Rock Your Body - 2018: für die Single Say Something - Belgien - 2007: für das Album FutureSex/LoveSounds - Brasilien - 2023: für die Single Ayo Technology - 2023: für die Single Suit & Tie - 2024: für das Album The 20/20 Experience - Dänemark - 2008: für die Single 4 Minutes - 2024: für die Single Where Is the Love? - Deutschland - 2008: für das Album FutureSex/LoveSounds - Italien - 2019: für die Single Mirrors - 2024: für die Single Where Is the Love? - Kanada - 2003: für das Album Justified - 2007: für den Ringtone My Love - 2013: für die Single Suit & Tie - 2014: für das Album The 20/20 Experience - 2018: für die Single Say Something - 2024: für die Single Love Never Felt So Good - 2024: für die Single Give It to Me - Neuseeland - 2010: für das Videoalbum FutureSex/LoveShow Live from Madison Square Garden - 2023: für die Single Cry Me a River - 2023: für die Single Say Something - Niederlande - 2003: für das Album Justified - Polen - 2019: für die Single Say Something - 2024: für das Album The 20/20 Experience - 2024: für das Album FutureSex/LoveSounds - Schweden - 2014: für die Single Mirrors - 2014: für die Single Holy Grail - Schweiz - 2007: für das Album FutureSex/LoveSounds - 2017: für die Single Can’t Stop the Feeling! - Spanien - 2009: für die Single 4 Minutes - Vereinigte Staaten - 2007: für die Single SexyBack - 2008: für die Single 4 Minutes - 2013: für das Album The 20/20 Experience - 2013: für die Single Suit & Tie - 2013: für die Single Mirrors - 2015: für die Single Rehab - 2023: für die Single Ayo Technology - Vereinigtes Königreich - 2022: für die Single SexyBack - 2023: für die Single Cry Me a River - 2024: für die Single Rock Your Body - Deutschland - 2023: für die Single Where Is the Love? - Australien - 2007: für das Album Justified - 2017: für die Single Mirrors - 2021: für die Single Ayo Technology - Brasilien - 2023: für die Single Love Never Felt So Good - Dänemark - 2014: für das Streaming Mirrors - Kanada - 2007: für die Single SexyBack - 2014: für die Single Mirrors - Neuseeland - 2024: für die Single My Love - 2024: für die Single Rock Your Body - Norwegen - 2009: für die Single 4 Minutes - Spanien - 2008: für den Ringtone 4 Minutes - 2017: für die Single Can’t Stop the Feeling! - Vereinigte Staaten - 2003: für das Album Justified - 2007: für den Mastertone SexyBack - 2021: für die Single Say Something - 2023: für die Single Sin fin (Latin) - 2023: für die Single Give It to Me - Vereinigtes Königreich - 2025: für die Single Mirrors - Mexiko - 2019: für das Album The 20/20 Experience – 2 of 2 - Australien - 2014: für die Single Where Is the Love? - Belgien - 2018: für die Single Can’t Stop the Feeling! - Dänemark - 2019: für das Album Justified - Mexiko - 2019: für die Single Can’t Stop the Feeling! - Vereinigte Staaten - 2008: für das Album FutureSex/LoveSounds - 2017: für die Single Can’t Stop the Feeling! - Vereinigtes Königreich - 2019: für das Album FutureSex/LoveSounds - 2024: für die Single Where Is the Love? - Australien - 2017: für die Single SexyBack - Dänemark - 2024: für die Single Can’t Stop the Feeling! - Italien - 2018: für die Single Can’t Stop the Feeling! - Neuseeland - 2025: für die Single Mirrors - 2025: für die Single Where Is the Love? - Vereinigte Staaten - 2008: für das Videoalbum FutureSex/LoveShow Live from Madison Square Garden - 2024: für die Single Dead and Gone - 2025: für die Single Where Is the Love? - Vereinigtes Königreich - 2023: für die Single Can’t Stop the Feeling! - Australien - 2014: für das Album FutureSex/LoveSounds - Irland - 2008: für das Album FutureSex/LoveSounds - Kanada - 2007: für den Ringtone SexyBack - Neuseeland - 2025: für das Album FutureSex/LoveSounds - Vereinigte Staaten - 2024: für die Single Holy Grail - Dänemark - 2022: für das Album FutureSex/LoveSounds - Kanada - 2025: für das Album FutureSex/LoveSounds - Vereinigtes Königreich - 2024: für das Album Justified - Neuseeland - 2024: für die Single Can't Stop the Feeling! - Schweden - 2017: für die Single Can’t Stop the Feeling! - Australien - 2009: für das Videoalbum FutureSex/LoveShow Live from Madison Square Garden - Australien - 2019: für die Single Can’t Stop the Feeling! - Brasilien - 2023: für das Album The 20/20 Experience – 2 of 2 - 2023: für die Single What Goes Around … Comes Around - 2023: für die Single Say Something - 2024: für die Single Rehab - Deutschland - 2022: für die Single Can’t Stop the Feeling! - Frankreich - 2016: für die Single Can’t Stop the Feeling! - Kanada - 2020: für die Single Can’t Stop the Feeling! - Polen - 2017: für die Single Can’t Stop the Feeling! - Russland - 2008: für das Album FutureSex/LoveSounds - Brasilien - 2023: für die Single Can’t Stop the Feeling! - 2023: für die Single Mirrors |

## Auszeichnungen nach Alben

### Justified
| Land/Region                  | Auszeichnungen für Musikverkäufe (Land/Region, Auszeichnung, Verkäufe) | Verkäufe    |
| ---------------------------- | ---------------------------------------------------------------------- | ----------- |
| Australien (ARIA)            | 3× Platin                                                              | 210.000     |
| Belgien (BRMA)               | Gold                                                                   | 25.000      |
| Dänemark (IFPI)              | 4× Platin                                                              | 80.000      |
| Deutschland (BVMI)           | Platin                                                                 | 300.000     |
| Europa (IFPI)                | Platin                                                                 | (1.000.000) |
| Frankreich (SNEP)            | Gold                                                                   | 100.000     |
| Kanada (MC)                  | 2× Platin                                                              | 200.000     |
| Neuseeland (RMNZ)            | Platin                                                                 | 15.000      |
| Niederlande (NVPI)           | 2× Platin                                                              | 160.000     |
| Österreich (IFPI)            | Gold                                                                   | 15.000      |
| Schweden (IFPI)              | Gold                                                                   | 30.000      |
| Schweiz (IFPI)               | Platin                                                                 | 40.000      |
| Vereinigte Staaten (RIAA)    | 3× Platin                                                              | 3.969.000   |
| Vereinigtes Königreich (BPI) | 7× Platin                                                              | 2.100.000   |
| Insgesamt                    | 4× Gold · 25× Platin ·                                                 | 7.234.000   |

### FutureSex/LoveSounds
| Land/Region                  | Auszeichnungen für Musikverkäufe (Land/Region, Auszeichnung, Verkäufe) | Verkäufe    |
| ---------------------------- | ---------------------------------------------------------------------- | ----------- |
| Argentinien (CAPIF)          | Gold                                                                   | 20.000      |
| Australien (ARIA)            | 6× Platin                                                              | 420.000     |
| Belgien (BRMA)               | 2× Platin                                                              | 100.000     |
| Brasilien (PMB)              | Platin                                                                 | 60.000      |
| Dänemark (IFPI)              | 7× Platin                                                              | 140.000     |
| Deutschland (BVMI)           | 2× Platin                                                              | 400.000     |
| Europa (IFPI)                | Platin                                                                 | (1.000.000) |
| Finnland (IFPI)              | Gold                                                                   | 18.000      |
| Frankreich (SNEP)            | Platin                                                                 | 200.000     |
| Irland (IRMA)                | 6× Platin                                                              | 90.000      |
| Japan (RIAJ)                 | Gold                                                                   | 100.000     |
| Kanada (MC)                  | 7× Platin                                                              | 700.000     |
| Neuseeland (RMNZ)            | 6× Platin                                                              | 90.000      |
| Österreich (IFPI)            | Gold                                                                   | 15.000      |
| Polen (ZPAV)                 | 2× Platin                                                              | 40.000      |
| Portugal (AFP)               | Gold                                                                   | 10.000      |
| Russland (NFPF)              | Diamant                                                                | 60.000      |
| Schweiz (IFPI)               | 2× Platin                                                              | 60.000      |
| Ungarn (MAHASZ)              | Gold                                                                   | 3.000       |
| Vereinigte Staaten (RIAA)    | 4× Platin                                                              | 4.720.000   |
| Vereinigtes Königreich (BPI) | 4× Platin                                                              | 1.200.000   |
| Insgesamt                    | 6× Gold · 51× Platin · 1× Diamant ·                                    | 8.496.000   |

### The 20/20 Experience
| Land/Region                  | Auszeichnungen für Musikverkäufe (Land/Region, Auszeichnung, Verkäufe) | Verkäufe  |
| ---------------------------- | ---------------------------------------------------------------------- | --------- |
| Australien (ARIA)            | Platin                                                                 | 70.000    |
| Brasilien (PMB)              | 2× Platin                                                              | 80.000    |
| Dänemark (IFPI)              | Platin                                                                 | 20.000    |
| Deutschland (BVMI)           | Gold                                                                   | 100.000   |
| Irland (IRMA)                | Gold                                                                   | 7.500     |
| Kanada (MC)                  | 2× Platin                                                              | 160.000   |
| Mexiko (AMPROFON)            | Gold                                                                   | 30.000    |
| Neuseeland (RMNZ)            | Platin                                                                 | 15.000    |
| Niederlande (NVPI)           | Gold                                                                   | 40.000    |
| Norwegen (IFPI)              | Gold                                                                   | 5.000     |
| Polen (ZPAV)                 | 2× Platin                                                              | 40.000    |
| Schweden (IFPI)              | Gold                                                                   | 20.000    |
| Schweiz (IFPI)               | Gold                                                                   | 15.000    |
| Vereinigte Staaten (RIAA)    | 2× Platin                                                              | 2.579.000 |
| Vereinigtes Königreich (BPI) | Platin                                                                 | 300.000   |
| Insgesamt                    | 8× Gold · 11× Platin ·                                                 | 3.446.500 |

### The 20/20 Experience – 2 of 2
| Land/Region                  | Auszeichnungen für Musikverkäufe (Land/Region, Auszeichnung, Verkäufe) | Verkäufe  |
| ---------------------------- | ---------------------------------------------------------------------- | --------- |
| Brasilien (PMB)              | Diamant                                                                | 160.000   |
| Kanada (MC)                  | Platin                                                                 | 80.000    |
| Mexiko (AMPROFON)            | 7× Gold                                                                | 210.000   |
| Portugal (AFP)               | Gold                                                                   | 7.500     |
| Vereinigte Staaten (RIAA)    | Platin                                                                 | 1.137.000 |
| Vereinigtes Königreich (BPI) | Gold                                                                   | 100.000   |
| Insgesamt                    | 3× Gold · 5× Platin · 1× Diamant ·                                     | 1.694.500 |

### The 20/20 Experience: The Complete Experience
| Land/Region                  | Auszeichnungen für Musikverkäufe (Land/Region, Auszeichnung, Verkäufe) | Verkäufe |
| ---------------------------- | ---------------------------------------------------------------------- | -------- |
| Australien (ARIA)            | Gold                                                                   | 35.000   |
| Vereinigtes Königreich (BPI) | Silber                                                                 | 60.000   |
| Insgesamt                    | 1× Silber · 1× Gold ·                                                  | 95.000   |

### Man of the Woods
| Land/Region                  | Auszeichnungen für Musikverkäufe (Land/Region, Auszeichnung, Verkäufe) | Verkäufe  |
| ---------------------------- | ---------------------------------------------------------------------- | --------- |
| Brasilien (PMB)              | Platin                                                                 | 40.000    |
| Dänemark (IFPI)              | Platin                                                                 | 20.000    |
| Kanada (MC)                  | Gold                                                                   | 40.000    |
| Neuseeland (RMNZ)            | Gold                                                                   | 7.500     |
| Polen (ZPAV)                 | Platin                                                                 | 20.000    |
| Vereinigte Staaten (RIAA)    | Platin                                                                 | 1.000.000 |
| Vereinigtes Königreich (BPI) | Silber                                                                 | 60.000    |
| Insgesamt                    | 1× Silber · 2× Gold · 4× Platin ·                                      | 1.187.500 |

## Auszeichnungen nach Singles

### Like I Love You
| Land/Region                  | Auszeichnungen für Musikverkäufe (Land/Region, Auszeichnung, Verkäufe) | Verkäufe |
| ---------------------------- | ---------------------------------------------------------------------- | -------- |
| Australien (ARIA)            | Platin                                                                 | 70.000   |
| Neuseeland (RMNZ)            | Gold                                                                   | 7.500    |
| Vereinigtes Königreich (BPI) | Platin                                                                 | 600.000  |
| Insgesamt                    | 1× Gold · 2× Platin ·                                                  | 677.500  |

### Cry Me a River
| Land/Region                  | Auszeichnungen für Musikverkäufe (Land/Region, Auszeichnung, Verkäufe) | Verkäufe  |
| ---------------------------- | ---------------------------------------------------------------------- | --------- |
| Australien (ARIA)            | 2× Platin                                                              | 140.000   |
| Brasilien (PMB)              | Platin                                                                 | 60.000    |
| Dänemark (IFPI)              | Platin                                                                 | 90.000    |
| Deutschland (BVMI)           | Gold                                                                   | 250.000   |
| Frankreich (SNEP)            | Silber                                                                 | 125.000   |
| Italien (FIMI)               | Gold                                                                   | 25.000    |
| Neuseeland (RMNZ)            | 2× Platin                                                              | 60.000    |
| Spanien (Promusicae)         | Gold                                                                   | 30.000    |
| Vereinigte Staaten (RIAA)    | —                                                                      | 1.200.000 |
| Vereinigtes Königreich (BPI) | 2× Platin                                                              | 1.200.000 |
| Insgesamt                    | 1× Silber · 3× Gold · 8× Platin ·                                      | 3.180.000 |

### Work It
| Land/Region       | Auszeichnungen für Musikverkäufe (Land/Region, Auszeichnung, Verkäufe) | Verkäufe |
| ----------------- | ---------------------------------------------------------------------- | -------- |
| Australien (ARIA) | Gold                                                                   | 35.000   |
| Neuseeland (RMNZ) | Gold                                                                   | 5.000    |
| Insgesamt         | 2× Gold ·                                                              | 40.000   |

### Rock Your Body
| Land/Region                  | Auszeichnungen für Musikverkäufe (Land/Region, Auszeichnung, Verkäufe) | Verkäufe  |
| ---------------------------- | ---------------------------------------------------------------------- | --------- |
| Australien (ARIA)            | 2× Platin                                                              | 140.000   |
| Brasilien (PMB)              | Gold                                                                   | 30.000    |
| Dänemark (IFPI)              | Platin                                                                 | 90.000    |
| Deutschland (BVMI)           | Gold                                                                   | 300.000   |
| Italien (FIMI)               | Gold                                                                   | 50.000    |
| Neuseeland (RMNZ)            | 3× Platin                                                              | 90.000    |
| Vereinigte Staaten (RIAA)    | Gold                                                                   | 2.000.000 |
| Vereinigtes Königreich (BPI) | 2× Platin                                                              | 1.200.000 |
| Insgesamt                    | 4× Gold · 8× Platin ·                                                  | 3.900.000 |

### Señorita
| Land/Region                  | Auszeichnungen für Musikverkäufe (Land/Region, Auszeichnung, Verkäufe) | Verkäufe |
| ---------------------------- | ---------------------------------------------------------------------- | -------- |
| Australien (ARIA)            | Platin                                                                 | 70.000   |
| Dänemark (IFPI)              | Gold                                                                   | 45.000   |
| Neuseeland (RMNZ)            | Platin                                                                 | 30.000   |
| Vereinigtes Königreich (BPI) | Gold                                                                   | 400.000  |
| Insgesamt                    | 2× Gold · 2× Platin ·                                                  | 545.000  |

### Where Is the Love?
| Land/Region                  | Auszeichnungen für Musikverkäufe (Land/Region, Auszeichnung, Verkäufe) | Verkäufe  |
| ---------------------------- | ---------------------------------------------------------------------- | --------- |
| Australien (ARIA)            | 4× Platin                                                              | 280.000   |
| Belgien (BRMA)               | Gold                                                                   | 25.000    |
| Brasilien (PMB)              | Platin                                                                 | 60.000    |
| Dänemark (IFPI)              | 2× Platin                                                              | 180.000   |
| Deutschland (BVMI)           | 5× Gold                                                                | 750.000   |
| Italien (FIMI)               | 2× Platin                                                              | 200.000   |
| Neuseeland (RMNZ)            | 5× Platin                                                              | 150.000   |
| Norwegen (IFPI)              | Platin                                                                 | 10.000    |
| Schweden (IFPI)              | Platin                                                                 | 20.000    |
| Spanien (Promusicae)         | Platin                                                                 | 60.000    |
| Vereinigte Staaten (RIAA)    | 5× Platin                                                              | 5.000.000 |
| Vereinigtes Königreich (BPI) | 4× Platin                                                              | 2.400.000 |
| Insgesamt                    | 2× Gold · 28× Platin ·                                                 | 9.135.000 |

### Signs
| Land/Region                  | Auszeichnungen für Musikverkäufe (Land/Region, Auszeichnung, Verkäufe) | Verkäufe  |
| ---------------------------- | ---------------------------------------------------------------------- | --------- |
| Australien (ARIA)            | Gold                                                                   | 35.000    |
| Dänemark (IFPI)              | Gold                                                                   | 7.500     |
| Deutschland (BVMI)           | Gold                                                                   | 150.000   |
| Neuseeland (RMNZ)            | Gold                                                                   | 5.000     |
| Vereinigte Staaten (RIAA)    | Gold                                                                   | 500.000   |
| Vereinigtes Königreich (BPI) | Platin                                                                 | 600.000   |
| Insgesamt                    | 5× Gold · 1× Platin ·                                                  | 1.297.500 |

### SexyBack
| Land/Region                  | Auszeichnungen für Musikverkäufe (Land/Region, Auszeichnung, Verkäufe) | Verkäufe  |
| ---------------------------- | ---------------------------------------------------------------------- | --------- |
| Australien (ARIA)            | 5× Platin                                                              | 350.000   |
| Dänemark (IFPI)              | Platin                                                                 | 8.000     |
| Deutschland (BVMI)           | Platin                                                                 | 300.000   |
| Kanada (MC)                  | 3× Platin (Single) · + 6× Platin (Ringtone)                            | 300.000   |
| Italien (FIMI)               | Platin                                                                 | 100.000   |
| Neuseeland (RMNZ)            | Platin                                                                 | 15.000    |
| Spanien (Promusicae)         | Gold                                                                   | 30.000    |
| Südkorea (KMCA)              | —                                                                      | 157.323   |
| Vereinigte Staaten (RIAA)    | 2× Platin (Single) · + 3× Platin (Mastertone)                          | 5.000.000 |
| Vereinigtes Königreich (BPI) | 2× Platin                                                              | 1.200.000 |
| Insgesamt                    | 1× Gold · 25× Platin ·                                                 | 7.460.323 |

### My Love
| Land/Region                  | Auszeichnungen für Musikverkäufe (Land/Region, Auszeichnung, Verkäufe) | Verkäufe  |
| ---------------------------- | ---------------------------------------------------------------------- | --------- |
| Australien (ARIA)            | 2× Platin                                                              | 140.000   |
| Brasilien (PMB)              | Platin                                                                 | 60.000    |
| Dänemark (IFPI)              | Platin                                                                 | 8.000     |
| Deutschland (BVMI)           | Gold                                                                   | 150.000   |
| Kanada (MC)                  | 2× Platin                                                              | 80.000    |
| Neuseeland (RMNZ)            | 3× Platin                                                              | 90.000    |
| Vereinigte Staaten (RIAA)    | Platin (Single) · + Platin (Mastertone)                                | 2.500.000 |
| Vereinigtes Königreich (BPI) | Platin                                                                 | 600.000   |
| Insgesamt                    | 1× Gold · 12× Platin ·                                                 | 4.728.000 |

### What Goes Around… Comes Around
| Land/Region                  | Auszeichnungen für Musikverkäufe (Land/Region, Auszeichnung, Verkäufe) | Verkäufe  |
| ---------------------------- | ---------------------------------------------------------------------- | --------- |
| Australien (ARIA)            | 2× Platin                                                              | 140.000   |
| Brasilien (PMB)              | Diamant                                                                | 250.000   |
| Dänemark (IFPI)              | Platin                                                                 | 15.000    |
| Deutschland (BVMI)           | Platin                                                                 | 300.000   |
| Italien (FIMI)               | Gold                                                                   | 25.000    |
| Kanada (MC)                  | Platin (Single) · + Gold (Ringtone)                                    | 60.000    |
| Neuseeland (RMNZ)            | Platin                                                                 | 15.000    |
| Vereinigte Staaten (RIAA)    | Platin (Single) · + Gold (Mastertone)                                  | 2.800.000 |
| Vereinigtes Königreich (BPI) | Platin                                                                 | 600.000   |
| Insgesamt                    | 3× Gold · 8× Platin · 1× Diamant ·                                     | 4.205.000 |

### Give It to Me
| Land/Region                  | Auszeichnungen für Musikverkäufe (Land/Region, Auszeichnung, Verkäufe) | Verkäufe  |
| ---------------------------- | ---------------------------------------------------------------------- | --------- |
| Belgien (BRMA)               | Gold                                                                   | 25.000    |
| Brasilien (PMB)              | Platin                                                                 | 60.000    |
| Dänemark (IFPI)              | Platin                                                                 | 15.000    |
| Deutschland (BVMI)           | 3× Gold                                                                | 450.000   |
| Kanada (MC)                  | 2× Platin                                                              | 160.000   |
| Neuseeland (RMNZ)            | Gold                                                                   | 7.500     |
| Norwegen (IFPI)              | Gold                                                                   | 5.000     |
| Schweiz (IFPI)               | Platin                                                                 | 30.000    |
| Vereinigte Staaten (RIAA)    | 3× Platin                                                              | 3.000.000 |
| Vereinigtes Königreich (BPI) | Platin                                                                 | 600.000   |
| Insgesamt                    | 4× Gold · 10× Platin ·                                                 | 4.352.500 |

### Ayo Technology
| Land/Region                  | Auszeichnungen für Musikverkäufe (Land/Region, Auszeichnung, Verkäufe) | Verkäufe  |
| ---------------------------- | ---------------------------------------------------------------------- | --------- |
| Australien (ARIA)            | 3× Platin                                                              | 210.000   |
| Brasilien (PMB)              | 2× Platin                                                              | 120.000   |
| Dänemark (IFPI)              | Gold                                                                   | 7.500     |
| Deutschland (BVMI)           | Gold                                                                   | 150.000   |
| Neuseeland (RMNZ)            | Gold                                                                   | 7.500     |
| Vereinigte Staaten (RIAA)    | 2× Platin                                                              | 2.000.000 |
| Vereinigtes Königreich (BPI) | Platin                                                                 | 600.000   |
| Insgesamt                    | 3× Gold · 8× Platin ·                                                  | 3.095.000 |

### LoveStoned
| Land/Region                  | Auszeichnungen für Musikverkäufe (Land/Region, Auszeichnung, Verkäufe) | Verkäufe  |
| ---------------------------- | ---------------------------------------------------------------------- | --------- |
| Australien (ARIA)            | Platin                                                                 | 70.000    |
| Dänemark (IFPI)              | Gold                                                                   | 7.500     |
| Vereinigte Staaten (RIAA)    | Gold                                                                   | 1.120.000 |
| Vereinigtes Königreich (BPI) | Silber                                                                 | 200.000   |
| Insgesamt                    | 1× Silber · 2× Gold · 1× Platin ·                                      | 1.397.500 |

### Until the End of Time
| Land/Region               | Auszeichnungen für Musikverkäufe (Land/Region, Auszeichnung, Verkäufe) | Verkäufe |
| ------------------------- | ---------------------------------------------------------------------- | -------- |
| Neuseeland (RMNZ)         | Gold                                                                   | 15.000   |
| Vereinigte Staaten (RIAA) | Gold (Mastertone)                                                      | 500.000  |
| Insgesamt                 | 2× Gold ·                                                              | 515.000  |

### Summer Love
| Land/Region               | Auszeichnungen für Musikverkäufe (Land/Region, Auszeichnung, Verkäufe) | Verkäufe  |
| ------------------------- | ---------------------------------------------------------------------- | --------- |
| Kanada (MC)               | Gold (Single) · + Gold (Ringtone)                                      | 40.000    |
| Neuseeland (RMNZ)         | Platin                                                                 | 30.000    |
| Vereinigte Staaten (RIAA) | Platin (Single) · + Gold (Mastertone)                                  | 1.600.000 |
| Insgesamt                 | 3× Gold · 2× Platin ·                                                  | 1.670.000 |

### 4 Minutes
| Land/Region                  | Auszeichnungen für Musikverkäufe (Land/Region, Auszeichnung, Verkäufe) | Verkäufe  |
| ---------------------------- | ---------------------------------------------------------------------- | --------- |
| Australien (ARIA)            | Platin                                                                 | 70.000    |
| Belgien (BRMA)               | Gold                                                                   | 15.000    |
| Brasilien (PMB)              | Platin                                                                 | 60.000    |
| Dänemark (IFPI)              | 2× Platin                                                              | 30.000    |
| Deutschland (BVMI)           | Platin                                                                 | 300.000   |
| Finnland (IFPI)              | Platin                                                                 | 16.799    |
| Italien (FIMI)               | Gold                                                                   | 50.000    |
| Japan (RIAJ)                 | Gold                                                                   | 100.000   |
| Kanada (MC)                  | —                                                                      | 137.000   |
| Mexiko (AMPROFON)            | 2× Gold (Ringtone)                                                     | 20.000    |
| Neuseeland (RMNZ)            | Platin                                                                 | 30.000    |
| Norwegen (IFPI)              | 3× Platin                                                              | 30.000    |
| Schweden (IFPI)              | Gold                                                                   | 10.000    |
| Spanien (Promusicae)         | 3× Platin (Single) · + 2× Platin (Ringtone)                            | 100.000   |
| Vereinigte Staaten (RIAA)    | 2× Platin                                                              | 3.100.000 |
| Vereinigtes Königreich (BPI) | Platin                                                                 | 627.000   |
| Insgesamt                    | 6× Gold · 18× Platin ·                                                 | 4.695.299 |

### Rehab
| Land/Region                  | Auszeichnungen für Musikverkäufe (Land/Region, Auszeichnung, Verkäufe) | Verkäufe  |
| ---------------------------- | ---------------------------------------------------------------------- | --------- |
| Brasilien (PMB)              | Diamant                                                                | 250.000   |
| Dänemark (IFPI)              | Gold                                                                   | 7.500     |
| Deutschland (BVMI)           | Platin                                                                 | 300.000   |
| Neuseeland (RMNZ)            | Gold                                                                   | 7.500     |
| Vereinigte Staaten (RIAA)    | 2× Platin                                                              | 2.000.000 |
| Vereinigtes Königreich (BPI) | Platin                                                                 | 600.000   |
| Insgesamt                    | 2× Gold · 4× Platin · 1× Diamant ·                                     | 3.165.000 |

### Dead and Gone
| Land/Region                  | Auszeichnungen für Musikverkäufe (Land/Region, Auszeichnung, Verkäufe) | Verkäufe  |
| ---------------------------- | ---------------------------------------------------------------------- | --------- |
| Australien (ARIA)            | Platin                                                                 | 70.000    |
| Neuseeland (RMNZ)            | Platin                                                                 | 15.000    |
| Vereinigte Staaten (RIAA)    | 5× Platin (Single) · + Gold (Mastertone)                               | 6.500.000 |
| Vereinigtes Königreich (BPI) | Platin                                                                 | 600.000   |
| Insgesamt                    | 1× Gold · 8× Platin ·                                                  | 7.185.000 |

### Love Sex Magic
| Land/Region                  | Auszeichnungen für Musikverkäufe (Land/Region, Auszeichnung, Verkäufe) | Verkäufe  |
| ---------------------------- | ---------------------------------------------------------------------- | --------- |
| Australien (ARIA)            | Platin                                                                 | 70.000    |
| Neuseeland (RMNZ)            | Gold                                                                   | 7.500     |
| Vereinigte Staaten (RIAA)    | Platin                                                                 | 1.000.000 |
| Vereinigtes Königreich (BPI) | Gold                                                                   | 400.000   |
| Insgesamt                    | 2× Gold · 2× Platin ·                                                  | 1.477.500 |

### Carry Out
| Land/Region                  | Auszeichnungen für Musikverkäufe (Land/Region, Auszeichnung, Verkäufe) | Verkäufe  |
| ---------------------------- | ---------------------------------------------------------------------- | --------- |
| Kanada (MC)                  | Platin                                                                 | 80.000    |
| Neuseeland (RMNZ)            | Gold                                                                   | 7.500     |
| Vereinigte Staaten (RIAA)    | —                                                                      | 2.300.000 |
| Vereinigtes Königreich (BPI) | Gold                                                                   | 400.000   |
| Insgesamt                    | 2× Gold · 1× Platin ·                                                  | 2.787.500 |

### Suit & Tie
| Land/Region                  | Auszeichnungen für Musikverkäufe (Land/Region, Auszeichnung, Verkäufe) | Verkäufe  |
| ---------------------------- | ---------------------------------------------------------------------- | --------- |
| Australien (ARIA)            | Platin                                                                 | 70.000    |
| Brasilien (PMB)              | 2× Platin                                                              | 120.000   |
| Italien (FIMI)               | Gold                                                                   | 15.000    |
| Kanada (MC)                  | 2× Platin                                                              | 160.000   |
| Mexiko (AMPROFON)            | Platin                                                                 | 60.000    |
| Neuseeland (RMNZ)            | Platin                                                                 | 15.000    |
| Vereinigte Staaten (RIAA)    | 2× Platin                                                              | 3.300.000 |
| Vereinigtes Königreich (BPI) | Gold                                                                   | 400.000   |
| Insgesamt                    | 2× Gold · 9× Platin ·                                                  | 4.140.000 |

### Mirrors
| Land/Region                  | Auszeichnungen für Musikverkäufe (Land/Region, Auszeichnung, Verkäufe) | Verkäufe  |
| ---------------------------- | ---------------------------------------------------------------------- | --------- |
| Australien (ARIA)            | 3× Platin                                                              | 210.000   |
| Brasilien (PMB)              | 3× Diamant                                                             | 750.000   |
| Dänemark (IFPI)              | Gold                                                                   | 15.000    |
| Deutschland (BVMI)           | Platin                                                                 | 300.000   |
| Frankreich (SNEP)            | —                                                                      | 38.300    |
| Italien (FIMI)               | 2× Platin                                                              | 100.000   |
| Kanada (MC)                  | 3× Platin                                                              | 240.000   |
| Mexiko (AMPROFON)            | Platin                                                                 | 60.000    |
| Neuseeland (RMNZ)            | 5× Platin                                                              | 150.000   |
| Österreich (IFPI)            | Gold                                                                   | 15.000    |
| Portugal (AFP)               | Platin                                                                 | 10.000    |
| Schweden (IFPI)              | 2× Platin                                                              | 80.000    |
| Schweiz (IFPI)               | Platin                                                                 | 30.000    |
| Spanien (Promusicae)         | Platin                                                                 | 60.000    |
| Vereinigte Staaten (RIAA)    | 2× Platin                                                              | 3.900.000 |
| Vereinigtes Königreich (BPI) | 3× Platin                                                              | 1.800.000 |
| Insgesamt                    | 2× Gold · 25× Platin · 3× Diamant ·                                    | 7.758.300 |

### Holy Grail
| Land/Region                  | Auszeichnungen für Musikverkäufe (Land/Region, Auszeichnung, Verkäufe) | Verkäufe  |
| ---------------------------- | ---------------------------------------------------------------------- | --------- |
| Dänemark (IFPI)              | Gold                                                                   | 15.000    |
| Deutschland (BVMI)           | Gold                                                                   | 150.000   |
| Neuseeland (RMNZ)            | Platin                                                                 | 15.000    |
| Schweden (IFPI)              | 2× Platin                                                              | 80.000    |
| Vereinigte Staaten (RIAA)    | 6× Platin                                                              | 6.000.000 |
| Vereinigtes Königreich (BPI) | Platin                                                                 | 600.000   |
| Insgesamt                    | 2× Gold · 10× Platin ·                                                 | 6.860.000 |

### Take Back the Night
| Land/Region     | Auszeichnungen für Musikverkäufe (Land/Region, Auszeichnung, Verkäufe) | Verkäufe |
| --------------- | ---------------------------------------------------------------------- | -------- |
| Brasilien (PMB) | Gold                                                                   | 30.000   |
| Kanada (MC)     | Gold                                                                   | 40.000   |
| Schweden (IFPI) | Gold                                                                   | 20.000   |
| Insgesamt       | 3× Gold ·                                                              | 90.000   |

### TKO
| Land/Region     | Auszeichnungen für Musikverkäufe (Land/Region, Auszeichnung, Verkäufe) | Verkäufe |
| --------------- | ---------------------------------------------------------------------- | -------- |
| Brasilien (PMB) | Platin                                                                 | 60.000   |
| Kanada (MC)     | Gold                                                                   | 40.000   |
| Schweden (IFPI) | Gold                                                                   | 20.000   |
| Insgesamt       | 2× Gold · 1× Platin ·                                                  | 120.000  |

### Not a Bad Thing
| Land/Region                  | Auszeichnungen für Musikverkäufe (Land/Region, Auszeichnung, Verkäufe) | Verkäufe  |
| ---------------------------- | ---------------------------------------------------------------------- | --------- |
| Australien (ARIA)            | Platin                                                                 | 70.000    |
| Brasilien (PMB)              | Gold                                                                   | 30.000    |
| Neuseeland (RMNZ)            | Platin                                                                 | 15.000    |
| Vereinigte Staaten (RIAA)    | Platin                                                                 | 1.500.000 |
| Vereinigtes Königreich (BPI) | Silber                                                                 | 200.000   |
| Insgesamt                    | 1× Silber · 1× Gold · 3× Platin ·                                      | 1.815.000 |

### Love Never Felt So Good
| Land/Region                  | Auszeichnungen für Musikverkäufe (Land/Region, Auszeichnung, Verkäufe) | Verkäufe  |
| ---------------------------- | ---------------------------------------------------------------------- | --------- |
| Belgien (BRMA)               | Gold                                                                   | 15.000    |
| Brasilien (PMB)              | 3× Platin                                                              | 180.000   |
| Dänemark (IFPI)              | Platin                                                                 | 90.000    |
| Deutschland (BVMI)           | Platin                                                                 | 300.000   |
| Frankreich (SNEP)            | —                                                                      | 75.300    |
| Italien (FIMI)               | Platin                                                                 | 30.000    |
| Kanada (MC)                  | 2× Platin                                                              | 160.000   |
| Mexiko (AMPROFON)            | 3× Gold                                                                | 90.000    |
| Neuseeland (RMNZ)            | Platin                                                                 | 30.000    |
| Spanien (Promusicae)         | Gold                                                                   | 30.000    |
| Vereinigte Staaten (RIAA)    | Platin                                                                 | 1.110.000 |
| Vereinigtes Königreich (BPI) | Platin                                                                 | 600.000   |
| Insgesamt                    | 3× Gold · 12× Platin ·                                                 | 2.710.300 |

### Can’t Stop the Feeling!
| Land/Region                  | Auszeichnungen für Musikverkäufe (Land/Region, Auszeichnung, Verkäufe) | Verkäufe   |
| ---------------------------- | ---------------------------------------------------------------------- | ---------- |
| Australien (ARIA)            | 11× Platin                                                             | 770.000    |
| Belgien (BRMA)               | 4× Platin                                                              | 120.000    |
| Brasilien (PMB)              | 3× Diamant                                                             | 750.000    |
| Dänemark (IFPI)              | 5× Platin                                                              | 450.000    |
| Deutschland (BVMI)           | Diamant                                                                | 1.000.000  |
| Frankreich (SNEP)            | Diamant                                                                | 233.333    |
| Italien (FIMI)               | 5× Platin                                                              | 250.000    |
| Kanada (MC)                  | Diamant                                                                | 800.000    |
| Mexiko (AMPROFON)            | 4× Platin                                                              | 240.000    |
| Neuseeland (RMNZ)            | 8× Platin                                                              | 240.000    |
| Österreich (IFPI)            | Platin                                                                 | 30.000     |
| Polen (ZPAV)                 | Diamant                                                                | 100.000    |
| Portugal (AFP)               | Platin                                                                 | 10.000     |
| Schweden (IFPI)              | 8× Platin                                                              | 320.000    |
| Schweiz (IFPI)               | 2× Platin                                                              | 60.000     |
| Spanien (Promusicae)         | 3× Platin                                                              | 120.000    |
| Südafrika (RISA)             | Gold                                                                   | 10.000     |
| Vereinigte Staaten (RIAA)    | 4× Platin                                                              | 4.000.000  |
| Vereinigtes Königreich (BPI) | 5× Platin                                                              | 3.000.000  |
| Insgesamt                    | 1× Gold · 62× Platin · 7× Diamant ·                                    | 12.503.333 |

### Filthy
| Land/Region                  | Auszeichnungen für Musikverkäufe (Land/Region, Auszeichnung, Verkäufe) | Verkäufe  |
| ---------------------------- | ---------------------------------------------------------------------- | --------- |
| Australien (ARIA)            | Gold                                                                   | 35.000    |
| Brasilien (PMB)              | Gold                                                                   | 20.000    |
| Kanada (MC)                  | Platin                                                                 | 80.000    |
| Polen (ZPAV)                 | Gold                                                                   | 10.000    |
| Vereinigte Staaten (RIAA)    | Platin                                                                 | 1.000.000 |
| Vereinigtes Königreich (BPI) | Silber                                                                 | 200.000   |
| Insgesamt                    | 1× Silber · 3× Gold · 2× Platin ·                                      | 1.345.000 |

### Say Something
| Land/Region                  | Auszeichnungen für Musikverkäufe (Land/Region, Auszeichnung, Verkäufe) | Verkäufe  |
| ---------------------------- | ---------------------------------------------------------------------- | --------- |
| Australien (ARIA)            | 2× Platin                                                              | 140.000   |
| Belgien (BRMA)               | Gold                                                                   | 15.000    |
| Brasilien (PMB)              | Diamant                                                                | 160.000   |
| Dänemark (IFPI)              | Platin                                                                 | 90.000    |
| Deutschland (BVMI)           | Gold                                                                   | 200.000   |
| Frankreich (SNEP)            | Platin                                                                 | 200.000   |
| Italien (FIMI)               | Platin                                                                 | 50.000    |
| Kanada (MC)                  | 2× Platin                                                              | 160.000   |
| Neuseeland (RMNZ)            | 2× Platin                                                              | 60.000    |
| Polen (ZPAV)                 | 2× Platin                                                              | 40.000    |
| Schweiz (IFPI)               | Platin                                                                 | 20.000    |
| Vereinigte Staaten (RIAA)    | 3× Platin                                                              | 3.000.000 |
| Vereinigtes Königreich (BPI) | Platin                                                                 | 600.000   |
| Insgesamt                    | 2× Gold · 16× Platin · 1× Diamant ·                                    | 4.735.000 |

### The Other Side
| Land/Region                  | Auszeichnungen für Musikverkäufe (Land/Region, Auszeichnung, Verkäufe) | Verkäufe  |
| ---------------------------- | ---------------------------------------------------------------------- | --------- |
| Brasilien (PMB)              | Platin                                                                 | 40.000    |
| Vereinigte Staaten (RIAA)    | Platin                                                                 | 1.000.000 |
| Vereinigtes Königreich (BPI) | Silber                                                                 | 200.000   |
| Insgesamt                    | 1× Silber · 2× Platin ·                                                | 1.240.000 |

### Stay with Me
| Land/Region                  | Auszeichnungen für Musikverkäufe (Land/Region, Auszeichnung, Verkäufe) | Verkäufe |
| ---------------------------- | ---------------------------------------------------------------------- | -------- |
| Australien (ARIA)            | Gold                                                                   | 35.000   |
| Brasilien (PMB)              | Gold                                                                   | 20.000   |
| Vereinigtes Königreich (BPI) | Silber                                                                 | 200.000  |
| Insgesamt                    | 1× Silber · 2× Gold ·                                                  | 255.000  |

### Sin fin
| Land/Region               | Auszeichnungen für Musikverkäufe (Land/Region, Auszeichnung, Verkäufe) | Verkäufe |
| ------------------------- | ---------------------------------------------------------------------- | -------- |
| Spanien (Promusicae)      | Gold                                                                   | 30.000   |
| Vereinigte Staaten (RIAA) | 3× Platin                                                              | 180.000  |
| Insgesamt                 | 1× Gold · 3× Platin ·                                                  | 210.000  |

### Selfish
| Land/Region                  | Auszeichnungen für Musikverkäufe (Land/Region, Auszeichnung, Verkäufe) | Verkäufe |
| ---------------------------- | ---------------------------------------------------------------------- | -------- |
| Brasilien (PMB)              | Gold                                                                   | 20.000   |
| Kanada (MC)                  | Platin                                                                 | 80.000   |
| Polen (ZPAV)                 | Gold                                                                   | 25.000   |
| Südafrika (RISA)             | Gold                                                                   | 20.000   |
| Vereinigtes Königreich (BPI) | Silber                                                                 | 200.000  |
| Insgesamt                    | 1× Silber · 3× Gold · 1× Platin ·                                      | 345.000  |

## Auszeichnungen nach Liedern

### True Colors
| Land/Region                  | Auszeichnungen für Musikverkäufe (Land/Region, Auszeichnung, Verkäufe) | Verkäufe |
| ---------------------------- | ---------------------------------------------------------------------- | -------- |
| Brasilien (PMB)              | Platin                                                                 | 60.000   |
| Neuseeland (RMNZ)            | Platin                                                                 | 30.000   |
| Vereinigtes Königreich (BPI) | Gold                                                                   | 400.000  |
| Insgesamt                    | 1× Gold · 2× Platin ·                                                  | 490.000  |

### Hair Up
| Land/Region                  | Auszeichnungen für Musikverkäufe (Land/Region, Auszeichnung, Verkäufe) | Verkäufe |
| ---------------------------- | ---------------------------------------------------------------------- | -------- |
| Vereinigtes Königreich (BPI) | Silber                                                                 | 200.000  |
| Insgesamt                    | 1× Silber ·                                                            | 200.000  |

## Auszeichnungen nach Musikstreamings

### Cry Me a River
| Land/Region     | Auszeichnungen für Musikverkäufe (Land/Region, Auszeichnung, Verkäufe) | Verkäufe  |
| --------------- | ---------------------------------------------------------------------- | --------- |
| Dänemark (IFPI) | Gold                                                                   | 1.300.000 |
| Insgesamt       | 1× Gold ·                                                              | 1.300.000 |

### What Goes Around … Comes Around
| Land/Region     | Auszeichnungen für Musikverkäufe (Land/Region, Auszeichnung, Verkäufe) | Verkäufe |
| --------------- | ---------------------------------------------------------------------- | -------- |
| Dänemark (IFPI) | Gold                                                                   | 900.000  |
| Insgesamt       | 1× Gold ·                                                              | 900.000  |

### Motherlover
| Land/Region     | Auszeichnungen für Musikverkäufe (Land/Region, Auszeichnung, Verkäufe) | Verkäufe |
| --------------- | ---------------------------------------------------------------------- | -------- |
| Dänemark (IFPI) | Gold                                                                   | 900.000  |
| Insgesamt       | 1× Gold ·                                                              | 900.000  |

### Suit & Tie
| Land/Region     | Auszeichnungen für Musikverkäufe (Land/Region, Auszeichnung, Verkäufe) | Verkäufe  |
| --------------- | ---------------------------------------------------------------------- | --------- |
| Dänemark (IFPI) | Platin                                                                 | 1.800.000 |
| Insgesamt       | 1× Platin ·                                                            | 1.800.000 |

### Mirrors
| Land/Region     | Auszeichnungen für Musikverkäufe (Land/Region, Auszeichnung, Verkäufe) | Verkäufe  |
| --------------- | ---------------------------------------------------------------------- | --------- |
| Dänemark (IFPI) | 3× Platin                                                              | 5.400.000 |
| Insgesamt       | 3× Platin ·                                                            | 5.400.000 |

### Holy Grail
| Land/Region     | Auszeichnungen für Musikverkäufe (Land/Region, Auszeichnung, Verkäufe) | Verkäufe  |
| --------------- | ---------------------------------------------------------------------- | --------- |
| Dänemark (IFPI) | Platin                                                                 | 1.800.000 |
| Insgesamt       | 1× Platin ·                                                            | 1.800.000 |

### Not a Bad Thing
| Land/Region     | Auszeichnungen für Musikverkäufe (Land/Region, Auszeichnung, Verkäufe) | Verkäufe  |
| --------------- | ---------------------------------------------------------------------- | --------- |
| Dänemark (IFPI) | Gold                                                                   | 1.300.000 |
| Insgesamt       | 1× Gold ·                                                              | 1.300.000 |

### Love Never Felt So Good
| Land/Region     | Auszeichnungen für Musikverkäufe (Land/Region, Auszeichnung, Verkäufe) | Verkäufe  |
| --------------- | ---------------------------------------------------------------------- | --------- |
| Dänemark (IFPI) | Gold                                                                   | 1.300.000 |
| Insgesamt       | 1× Gold ·                                                              | 1.300.000 |

## Auszeichnungen nach Videoalben

### Justified: The Videos
| Land/Region               | Auszeichnungen für Musikverkäufe (Land/Region, Auszeichnung, Verkäufe) | Verkäufe |
| ------------------------- | ---------------------------------------------------------------------- | -------- |
| Australien (ARIA)         | Platin                                                                 | 15.000   |
| Vereinigte Staaten (RIAA) | Gold                                                                   | 50.000   |
| Insgesamt                 | 1× Gold · 1× Platin ·                                                  | 65.000   |

### Live from London
| Land/Region                  | Auszeichnungen für Musikverkäufe (Land/Region, Auszeichnung, Verkäufe) | Verkäufe |
| ---------------------------- | ---------------------------------------------------------------------- | -------- |
| Australien (ARIA)            | Platin                                                                 | 15.000   |
| Vereinigte Staaten (RIAA)    | Gold                                                                   | 50.000   |
| Vereinigtes Königreich (BPI) | Gold                                                                   | 25.000   |
| Insgesamt                    | 2× Gold · 1× Platin ·                                                  | 90.000   |

### FutureSex/LoveShow Live from Madison Square Garden
| Land/Region                  | Auszeichnungen für Musikverkäufe (Land/Region, Auszeichnung, Verkäufe) | Verkäufe |
| ---------------------------- | ---------------------------------------------------------------------- | -------- |
| Australien (ARIA)            | 9× Platin                                                              | 135.000  |
| Brasilien (PMB)              | Gold                                                                   | 15.000   |
| Frankreich (SNEP)            | Platin                                                                 | 10.000   |
| Neuseeland (RMNZ)            | 2× Platin                                                              | 10.000   |
| Polen (ZPAV)                 | Gold                                                                   | 5.000    |
| Vereinigte Staaten (RIAA)    | 5× Platin                                                              | 500.000  |
| Vereinigtes Königreich (BPI) | Gold                                                                   | 25.000   |
| Insgesamt                    | 3× Gold · 17× Platin ·                                                 | 700.000  |

## Statistik und Quellen
| Land/RegionAuszeichnungen für Musikverkäufe (Land/Region, Auszeichnungen, Verkäufe, Quellen) | Silber       | Gold         | Platin         | Diamant       | Verkäufe    | Quellen                                                   |
| -------------------------------------------------------------------------------------------- | ------------ | ------------ | -------------- | ------------- | ----------- | --------------------------------------------------------- |
| Argentinien (CAPIF)                                                                          | —            | Gold1        | —              | —             | 20.000      | capif.org.ar                                              |
| Australien (ARIA)                                                                            | —            | 5× Gold5     | 65× Platin65   | —             | 4.155.000   | aria.com.au                                               |
| Belgien (BRMA)                                                                               | —            | 6× Gold6     | 6× Platin6     | —             | 340.000     | ultratop.be                                               |
| Brasilien (PMB)                                                                              | —            | 7× Gold7     | 19× Platin19   | 10× Diamant10 | 3.545.000   | pro-musicabr.org.br                                       |
| Dänemark (IFPI)                                                                              | —            | 12× Gold12   | 35× Platin35   | —             | 1.408.500   | ifpi.dk                                                   |
| Deutschland (BVMI)                                                                           | —            | 10× Gold10   | 12× Platin12   | Diamant1      | 6.150.000   | musikindustrie.de                                         |
| Europa (IFPI)                                                                                | —            | —            | 2× Platin2     | —             | (2.000.000) | ifpi.org (Memento vom 1. Januar 2014 im Internet Archive) |
| Finnland (IFPI)                                                                              | —            | Gold1        | Platin1        | —             | 35.603      | ifpi.fi                                                   |
| Frankreich (SNEP)                                                                            | Silber1      | Gold1        | 3× Platin3     | Diamant1      | 981.933     | infodisc.fr snepmusique.com                               |
| Irland (IRMA)                                                                                | —            | Gold1        | 6× Platin6     | —             | 97.500      | irishcharts.ie                                            |
| Italien (FIMI)                                                                               | —            | 5× Gold5     | 12× Platin12   | —             | 895.000     | fimi.it                                                   |
| Japan (RIAJ)                                                                                 | —            | 2× Gold2     | —              | —             | 200.000     | riaj.or.jp JP2                                            |
| Kanada (MC)                                                                                  | —            | 6× Gold6     | 38× Platin38   | Diamant1      | 3.797.000   | musiccanada.com                                           |
| Mexiko (AMPROFON)                                                                            | —            | 5× Gold5     | 10× Platin10   | —             | 670.000     | amprofon.com.mx                                           |
| Neuseeland (RMNZ)                                                                            | —            | 10× Gold10   | 50× Platin50   | —             | 1.287.500   | aotearoamusiccharts.co.nz NZ2 NZ3                         |
| Niederlande (NVPI)                                                                           | —            | Gold1        | 2× Platin2     | —             | 200.000     | nvpi.nl                                                   |
| Norwegen (IFPI)                                                                              | —            | 2× Gold2     | 4× Platin4     | —             | 50.000      | ifpi.no NO2                                               |
| Österreich (IFPI)                                                                            | —            | 3× Gold3     | Platin1        | —             | 75.000      | ifpi.at                                                   |
| Polen (ZPAV)                                                                                 | —            | 3× Gold3     | 7× Platin7     | Diamant1      | 280.000     | olis.pl                                                   |
| Portugal (AFP)                                                                               | —            | 2× Gold2     | 2× Platin2     | —             | 37.500      | Einzelnachweise                                           |
| Russland (NFPF)                                                                              | —            | —            | —              | Diamant1      | 60.000      | 2m-online.ru                                              |
| Schweden (IFPI)                                                                              | —            | 5× Gold5     | 13× Platin13   | —             | 600.000     | sverigetopplistan.se                                      |
| Schweiz (IFPI)                                                                               | —            | Gold1        | 8× Platin8     | —             | 255.000     | hitparade.ch                                              |
| Spanien (Promusicae)                                                                         | —            | 4× Gold4     | 10× Platin10   | —             | 460.000     | elportaldemusica.es                                       |
| Südafrika (RISA)                                                                             | —            | 2× Gold2     | —              | —             | 30.000      | Einzelnachweise                                           |
| Südkorea (KMCA)                                                                              | —            | —            | —              | —             | 157.323     | Einzelnachweise                                           |
| Ungarn (MAHASZ)                                                                              | —            | Gold1        | —              | —             | 3.000       | slagerlistak.hu                                           |
| Vereinigte Staaten (RIAA)                                                                    | —            | 9× Gold9     | 69× Platin69   | —             | 81.115.000  | riaa.com                                                  |
| Vereinigtes Königreich (BPI)                                                                 | 9× Silber9   | 7× Gold7     | 42× Platin42   | —             | 25.297.000  | bpi.co.uk                                                 |
| Insgesamt                                                                                    | 10× Silber10 | 112× Gold112 | 417× Platin417 | 15× Diamant15 |             |                                                           |